# Mario Curletto
Mario Curletto (ur. 13 września 1935 w Livorno, zm. 22 grudnia 2004 tamże) – włoski florecista, srebrny medalista olimpijski i brązowy medalista mistrzostw świata.
Na igrzyskach olimpijskich w Rzymie w 1960 roku Włosi w składzie: Edoardo Mangiarotti, Alberto Pellegrino, Luigi Carpaneda, Mario Curletto i Aldo Aureggi wywalczyli srebrny medal. W zawodach indywidualnych odpadł w ćwierćfinałach. Na rozgrywanych cztery lata później igrzyskach olimpijskich w Tokio był siódmy drużynowo, a w zawodach indywidualnych zajął siedemnaste miejsce.
Podczas mistrzostw świata w Filadelfii w 1958 roku Giancarlo Bergamini, Mario Curletto, Edoardo Mangiarotti, Alberto Pellegrino i Antonio Spallino zdobyli brązowy medal drużynowo. 